# Jean-Paul Malaval
Pour les articles homonymes, voir Malaval.
 (octobre 2019).
Jean-Paul Malaval, né à Brive-la-Gaillarde le 30 décembre 1949, est un écrivain français.

## Biographie
Sa mère, originaire de la Somme, rencontre son père, un commerçant corrézien, durant la guerre. Dans son enfance, l'écrivain est bercé par les récits de sa famille, marquée à divers degrés par les grands chambardements des guerres de 1870, 1914-1918 et de 1939-1945.
Enfant solitaire, Jean-Paul Malaval aimait à se raconter des histoires, qui ont fondé son envie d'écrire. Après des études de lettres, il devient journaliste professionnel en 1970, d’abord à Centre Presse, puis en 1973 à L'Écho du Centre. Au cours de cette période, il est également correspondant pour Le Nouvel Observateur. En 1982, il commence une collaboration de plusieurs années avec les éditions Milan à Toulouse, où il publie un premier essai sociologique, La Sorcellerie en Limousin ou la Peur au village, puis un ouvrage biographique, La Part du feu. 
De 1995 à 2014, il a été maire d’une petite commune de la Corrèze, Vars-sur-Roseix, où il a passé une partie de son enfance.

## Thématiques
Son écriture, aussi forte et incisive dans la tragédie que dans l’humour, a su lui fidéliser de nombreux lecteurs, passionnés autant par les réalités historiques, qui sont la toile de fond de ses romans, que par ses fictions attachantes. Bien qu’il puise son inspiration essentiellement dans son enfance corrézienne, il lui arrive de faire un détour par d’autres régions, à commencer par le Bordelais ou le Lyonnais, mais aussi le sud de la France.

## Œuvres
- La Sorcellerie en Limousin ou la Peur au village, Éditions Résonances, 1980
- La Part du feu – Les Nivard-Pingen peintres émailleurs en Limousin, Éditions Milan, 1983
- Auvergne et Limousin au temps des lâchers de ballons, Éditions Milan, 1984
- Périgord – Quercy – Agenais au temps des marchandes de paradis, Éditions Milan, 1987
- Deux journées à Bassora, Éditions Milan, 1987
- Le Deuil de l'image, Éditions Philippe Olivier, 1990
- Le Vent mauvais, Éditions Lucien Souny, 1993 - Prix Lucien Gachon 1995
- La Folie des Justes - Le Vent mauvais, Tome 2, Éditions Lucien Souny, 1994, réédité sous le titre Les Eaux profondes, Éditions Lucien Souny, 2007
- Les Caramels à un franc, Éditions Lucien Souny, 1995
- La Rosée blanche, Éditions Albin Michel, 1996, Éditions Presses de la Cité, coll. « Terres de France », 2008
- Les Encriers de porcelaine, Éditions Albin Michel, 1998, Éditions Presses de la Cité, coll. « Terres de France », 2011, Éditions Presses de la Cité, coll. « Terres de France », 2017
- Le Domaine de Rocheveyre, Éditions Presses de la Cité, coll. « Terres de France », 1999, Prix Émile Guillaumin 2000
- Les Vignerons de Chantegrêle, Éditions Presses de la Cité, coll. « Terres de France », 2000, 2022, The Winegrowers of Chantegrêle, Éditions Open Road Integrated Media (en), 2014, Éditions Presses de la Cité, coll. « Trésors de France », 2016
- Jours de colère à Malpertuis, Éditions Presses de la Cité, coll. « Terres de France », 2001
- Quai des Chartrons, Les Vignerons de Chantegrêle Tome 2, Éditions Presses de la Cité, coll. « Terres de France », 2002, 2010, The Wharf of Chartrons, Éditions Open Road Integrated Media, 2014, Éditions Presses de la Cité, coll. « Trésors de France », 2018
- Le Saigneur et le Cochon, Rituel I, Éditions François Janaud, 2002
- Les Compagnons de Maletaverne, Éditions Presses de la Cité, coll. « Terres de France », 2003, 2011
- Le Carnaval des loups, Éditions Presses de la Cité, coll. « Terres de France », 2004, coll. « Trésors de France », 2014
- Les Césarines, La Tradition Albarède Tome 1, Éditions Presses de la Cité, coll. « Terres de France », 2004
- Grand-Mère Antonia, La Tradition Albarède Tome 2, Éditions Presses de la Cité, coll. « Terres de France », 2005
- Une maison dans les arbres, Éditions Presses de la Cité, coll. « Terres de France », 2006
- Une reine de trop, Éditions Presses de la Cité, coll. « Terres de France », 2006, coll. « Trésors de France », 2013
- Une famille française, Éditions Presses de la Cité, coll. « Terres de France », 2007
- Le Crépuscule des patriarches, Une famille française Tome 2, Éditions Presses de la Cité, 2007
- L'Homme qui rêvait d'un village, Éditions Presses de la Cité, coll. « Terres de France », 2008, Prix Arverne 2009
- Les Fruits verts, Éditions Lucien Souny, 2009
- L'Auberge des diligences, Éditions Presses de la Cité, coll. « Terres de France », 2009, Éditions Presses de la Cité, coll. « Trésors de France », 2020
- Le Notaire de Pradeloup, Éditions Presses de la Cité, coll. « Terres de France », 2009
- L'Or des Borderies, Éditions Calmann-Lévy, coll. « France de toujours et d'aujourd'hui », 2010
- Soleil d'octobre, Éditions Calmann-Lévy, coll. « France de toujours et d'aujourd'hui », 2011, Prix Passerelle 2012
- Les Noces de soie, Éditions Calmann-Lévy, coll. « France de toujours et d'aujourd'hui », 2012[2]
- La Villa des Térébinthes, Les Noces de soie Tome 2, Éditions Calmann-Lévy, coll. « France de toujours et d'aujourd'hui », 2012[3],[4]
- Rendez-vous à Fontbelair, Les Noces de soie Tome 3, Éditions Calmann-Lévy, coll. « France de toujours et d'aujourd'hui », 2013[5]
- L'Armoire allemande, Éditions Presses de la Cité, coll. « Terres de France », 2013[6]
- Histoires de famille, Éditions Omnibus, 2013[7],[6]
- La Folie des Bassompierre, Éditions Calmann-Lévy, coll. « France de toujours et d'aujourd'hui », 2014[8]
- La Retournade, Éditions Presses de la Cité, coll. « Terres de France », 2014[9]
- Chronique des Strenquel, Éditions Calmann-Lévy, coll. « France de toujours et d'aujourd'hui », 2014[10]
- La Bastide aux chagrins, Éditions Calmann-Lévy, coll. « France de toujours et d'aujourd'hui », 2015
- Les Sœurs Querelle, Éditions Calmann-Lévy, coll. « France de toujours et d'aujourd'hui », 2015[11]
- L'Honorable Monsieur Gendre, Éditions Presses de la Cité, coll. « Terres de France », 2016[12]
- Les Larmes de la pinède, Éditions Calmann-Lévy, coll. « France de toujours et d'aujourd'hui », 2016
- La Belle Étrangère, Éditions Calmann-Lévy, coll. « France de toujours et d'aujourd'hui », 2017[13]
- Adélaïde, au bord de la falaise, Éditions Calmann-Lévy, coll. « France de toujours et d'aujourd'hui », 2017
- Les Gens de Combeval, Éditions Calmann-Lévy, coll. « France de toujours et d'aujourd'hui », 2018
- La Souveraine en son Domaine, Les Gens de Combeval Tome 2, Éditions Calmann-Lévy, coll. « France de toujours et d'aujourd'hui », 2018
- Un si Joli Mariage, Éditions Calmann-Lévy, coll. « Territoires », 2019[14]
- Rue de la Fontaine Bleue, Éditions Calmann-Lévy, coll. « Territoires », 2019
- Un Cœur Solitaire dans une Maison trop Grande, Éditions Calmann-Lévy, coll. « Territoires », 2020
- Un Été sous les Tilleuls, Éditions Calmann-Lévy, coll. « Territoires », 2020
- La Vallée des Eaux Amères, Éditions Calmann-Lévy, coll. « Territoires », 2021
- L’Héritière des Sables Fauves, Éditions Calmann-Lévy, coll. « Territoires », 2022
- Par un étrange été à Marteline, Éditions Calmann-Lévy, 2023

### Livre audio
- L'Armoire allemande, lu par Marjorie Frantz, éditions Sixtrid, 2015  (EAN 3358950002955) - 1 CD MP3 de 8h35